# Kansas City, Kansas
Kansas City, Kansas este cel de-al treilea oraș ca mărime din statul  Kansas și reședința comitatului Wyandotte din  Statele Unite ale Americii. Este cunoscut în mod uzual sub acronimul "KCK" pentru a-l diferenția de "celălat" Kansas City, Kansas City, Missouri, care este cunoscut ca "KC" (ori "KCM"). Este considerat o suburbie a orașului Kansas City, statul  Missouri, fiind cel de-al treilea oraș ca mărime a zonei metropolitane omonime, Kansas City Metropolitan Area, o regiune care cuprinde peste două milioane de locuitori.
Guvernul local al orașului Kansas City, Kansas și cu guvernul local al comitatului al cărui sediu orașul era, comitatul Wyandotte, s-au unificat (conform unui vot afirmativ al localnicilor din 1997) realizând o entitate administrativă oraș-comitat unificată (în engleză, "Consolidated city-county"), care include și localitățile Bonner Springs și Edwardsville, alte două orașe. Conform datelor furnizate de United States Census Bureau, la data recensământului din anul 2000, populația orașului era de 146.867 de locuitori. O estimare a aceeași agenții guvernamentale pentru 2009, considerase că populația ar fi crescut la 143.209.
Orașul, care este situat exact la confluența fluviului Missouri cu râul Kansas, în zona cunoscută sub numele Kaw Point, fusese între 1890 și 1960 una dintre cele mai mari localități urbane ale națiunii americane. În anul 1920, orașul atinsese o populație de peste 100.000 de locuitori.

## Istoric
Kansas City, Kansas a fost format în 1868 și încorporat în octombrie 1872.

## Guvern local
- Primar/CEO

– Joe Reardon

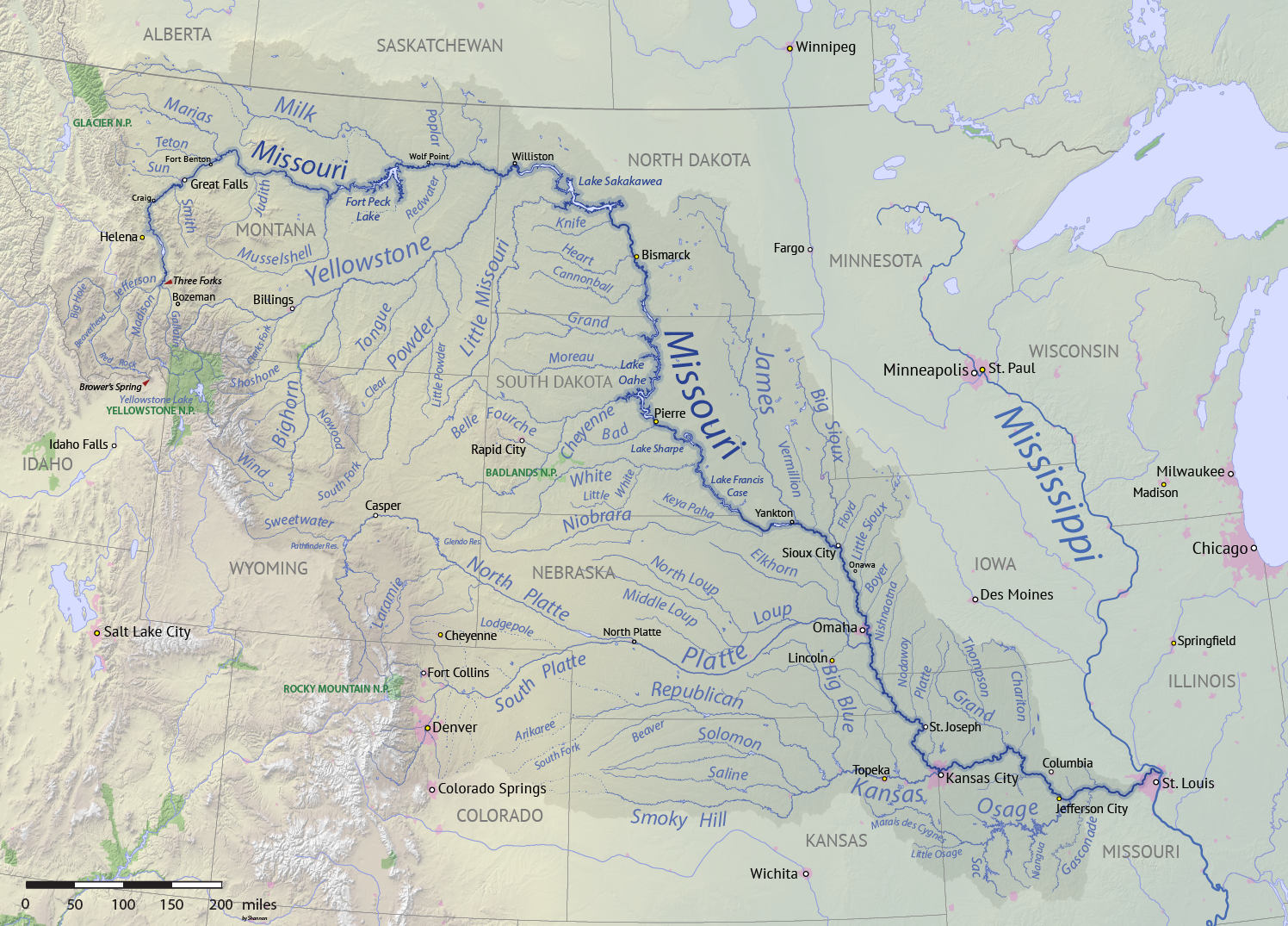
Harta indică parcursul fluviului Missouri.

- Consiliul primarilor de district (sector)
 – Districtul 1 - Nathaniel Barnes 
 – Districtul 2 - William J (Bill) Miller 
 – Districtul 3 - Ann Brandau-Murguia 
 – Districtul 4 - Mark Mitchell 
 – Districtul 5 - Mike Kane 
 – Districtul 6 - Particia Huggins Pettey 
 – Districtul 7 - Thomas R. Cooley 
 – Districtul 8 - Benoyd M. Ellison

## Geografie
Potrivit Biroului de recensământ al Statelor Unite, orașul are o suprafață totală de 127.8 mile² ( 331.0 km²). 124.3 mile² (321.8 km²) sunt suprafață uscată și 3.5 mile² (9.2 km²) sunt apă.

## Climat
Kansas City este situat în "Tornado Alley", o regiune largă, unde aerul rece din Munții Stâncoși și Canada se ciocnește cu aerul cald din Golful Mexic, ducând la formarea de furtuni puternice. Cea mai recentă tornadă care a lovit Kansas City a fost în mai 2003. Regiunea este de asemenea predispusă la furtuni de gheață, cum a fost furtuna de gheață din 2002, în timpul căreia sute de mii de oameni au rămas neputincioși zile întregi (în unele cazuri, săptămâni). Zona MoKan a fost supusă inundațiilor, inclusiv Marea Inundație din 1993 și Marea Inundație din 1951.

## Cultură

### Organizații de mass media

#### Stații de radio și televiziune
- WDAF-TV 4 – afiliat Fox.
- KCTV 5 – afiliat CBS.
- KMBC-TV 9 – afiliat ABC.
- KCPT 19 – afiliat PBS
- KCWE 29 – afiliat The CW.
- KMCI 38 (independent)
- KSHB-TV 41 – afiliat NBC.
- KPXE 50 – afiliat Ion Television.
- KSMO-TV 62 – afiliat My Network TV.
- KUKC-LP 48 – afiliat Univision.

## Orașe înfrățite
- Linz, Austria
- Karlovac, Croația
- Limerick, Irlanda
- Uruapan, statul Michoacan, Mexic
- Port Harcourt, Nigeria